# Кызылшар
Кызылшар (каз. Қызылшар) — упразднённый разъезд в Жарминском районе Восточно-Казахстанской области Казахстана. Ликвидирован в 2009 году. Входил в состав Шарской городской администрации. Находится примерно в 1 км к юго-востоку от центра города Чарска.

## Население
В 1999 году население разъезда составляло 20 человек (10 мужчин и 10 женщин). По данным переписи 2009 года, в разъезде проживало 10 человек (6 мужчин и 4 женщины).